# Tunnel di lava

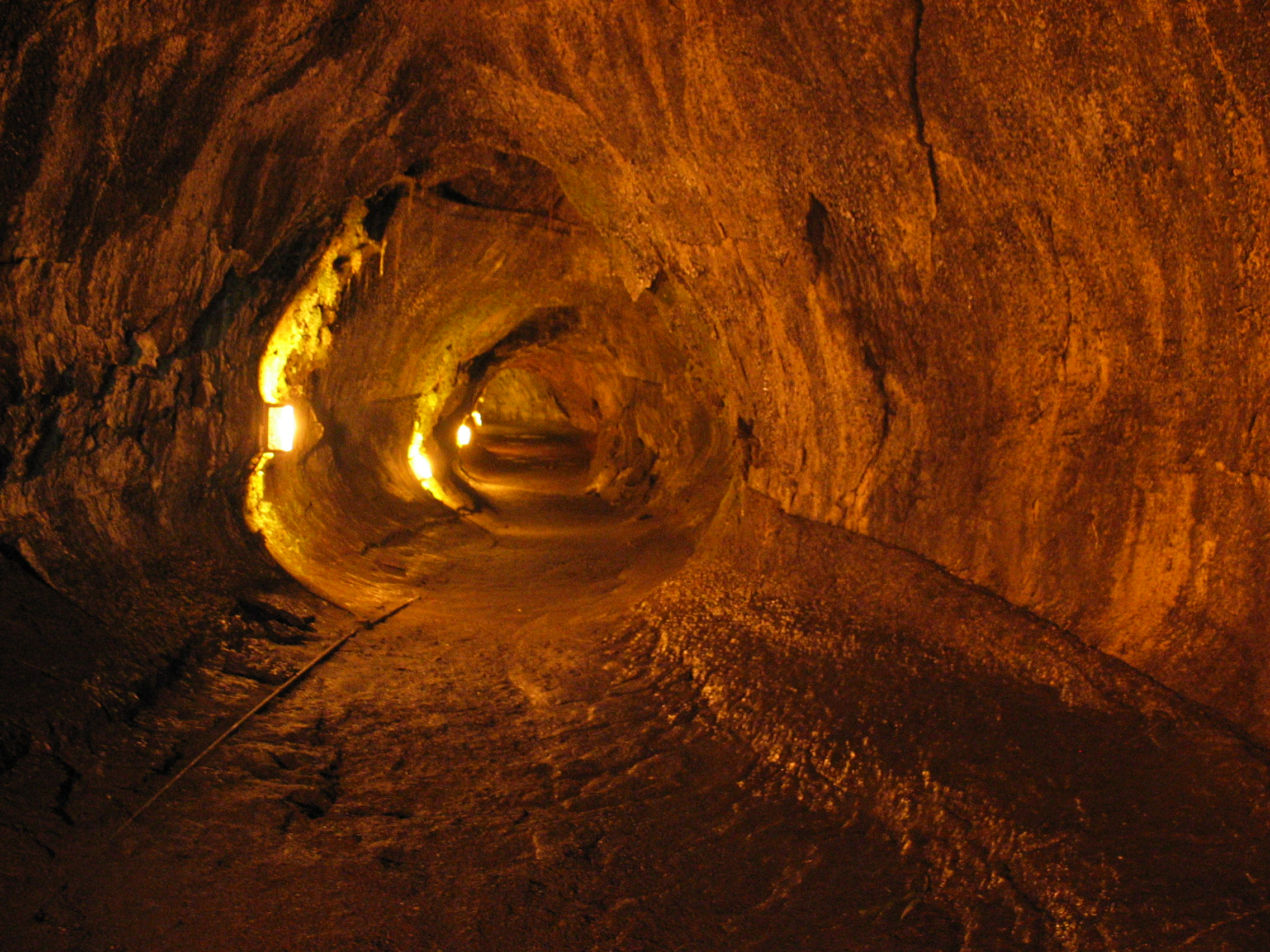
Tunnel di lava di Thurston, Hawaii Volcanoes National Park, Big Island of Hawaii, U.S.A.

Un tunnel di lava (o tubo di lava) è un tipo di grotta rinvenibile in rocce laviche. 
A differenza degli altri tipi di grotta, l'acqua e la fratturazione non sono più fattori ed agenti determinanti nella sua genesi. 
I tubi di lava sono grotte estremamente particolari, perché sono la forma fossile di ciò che fu un'eruzione di lava molto fluida. Le lave fluide, (le più comuni di composizione basaltica, ma ne esistono anche di tipo differente) sono lave che vengono eruttate ad una temperatura oscillante tra i mille ed i milleduecento gradi Celsius, da vulcani con caratteristiche geologicamente ben definite.
I fiumi di lava che vengono sprigionati da vulcani che eruttano lave fluide, durante il fenomeno effusivo si creano essi stessi uno o più tubi, grazie ad un fenomeno di "roofing" ossia la costruzione della volta del tunnel dovuta al raffreddamento e quindi consolidamento della porzione esterna della colata lavica, formante in tal modo una parete solida rocciosa che mantiene all'interno del tubo una temperatura elevata tale da garantire lo stato fluido della lava che prosegue il suo scorrimento, fluendo verso valle. Alla conclusione dell'evento effusivo, il tubo si svuota e lentamente avviene il raffreddamento definitivo. 
Rimane, così, una galleria vuota, che risulta percorribile dagli speleologi. La maggior parte dei tubi di lava possiede uno sviluppo suborizzontale, ma non sono rari i casi, come per la grotta dei tre livelli sull'Etna, in cui la morfologia è caratterizzata da pozzi.
Famosi sono i tubi delle isole Hawaii, dell'isola della Réunion, e del sopracitato Etna, le uniche in Italia.

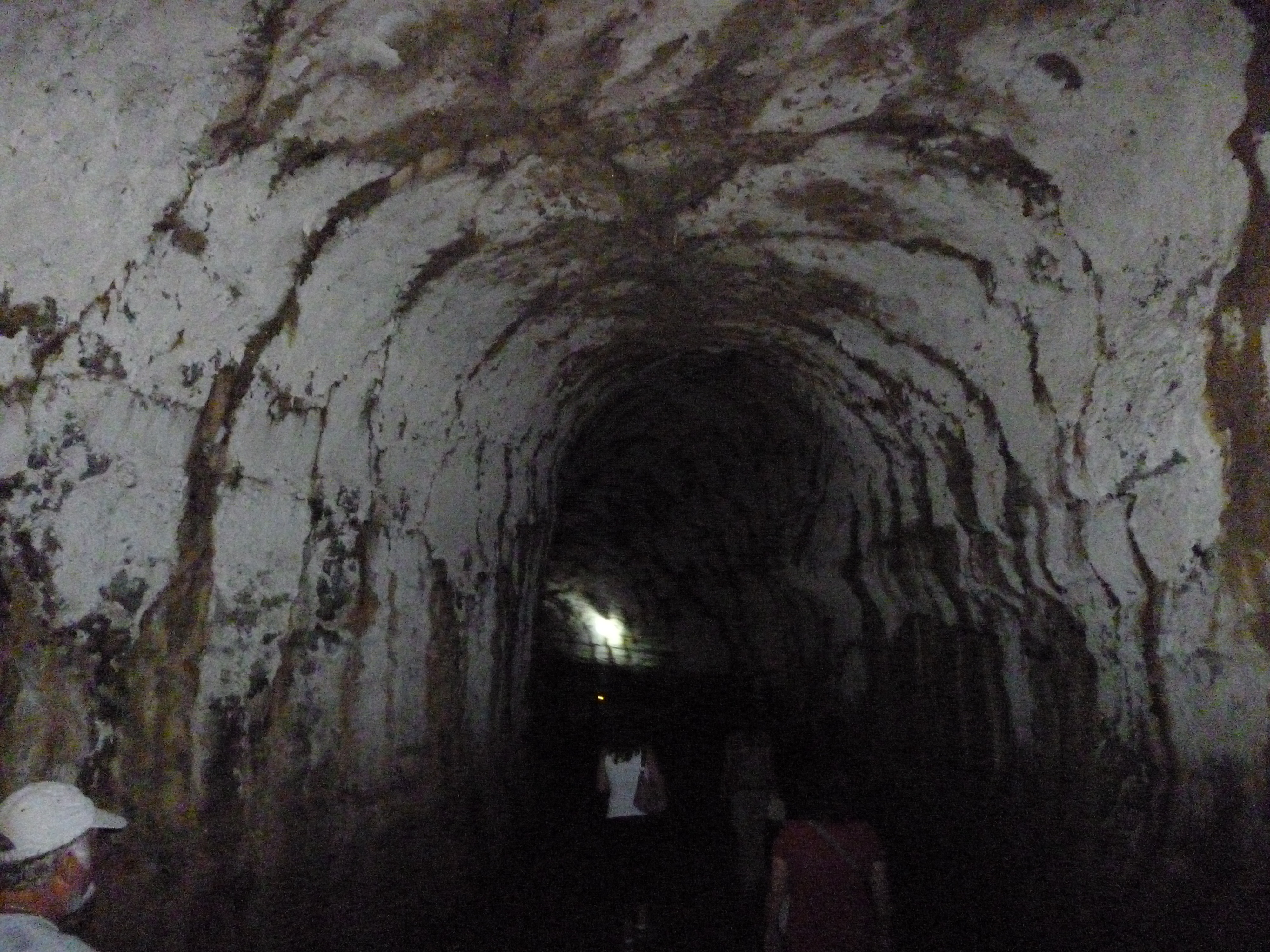
Tunnel di lava a Puerto Ayora, Galápagos
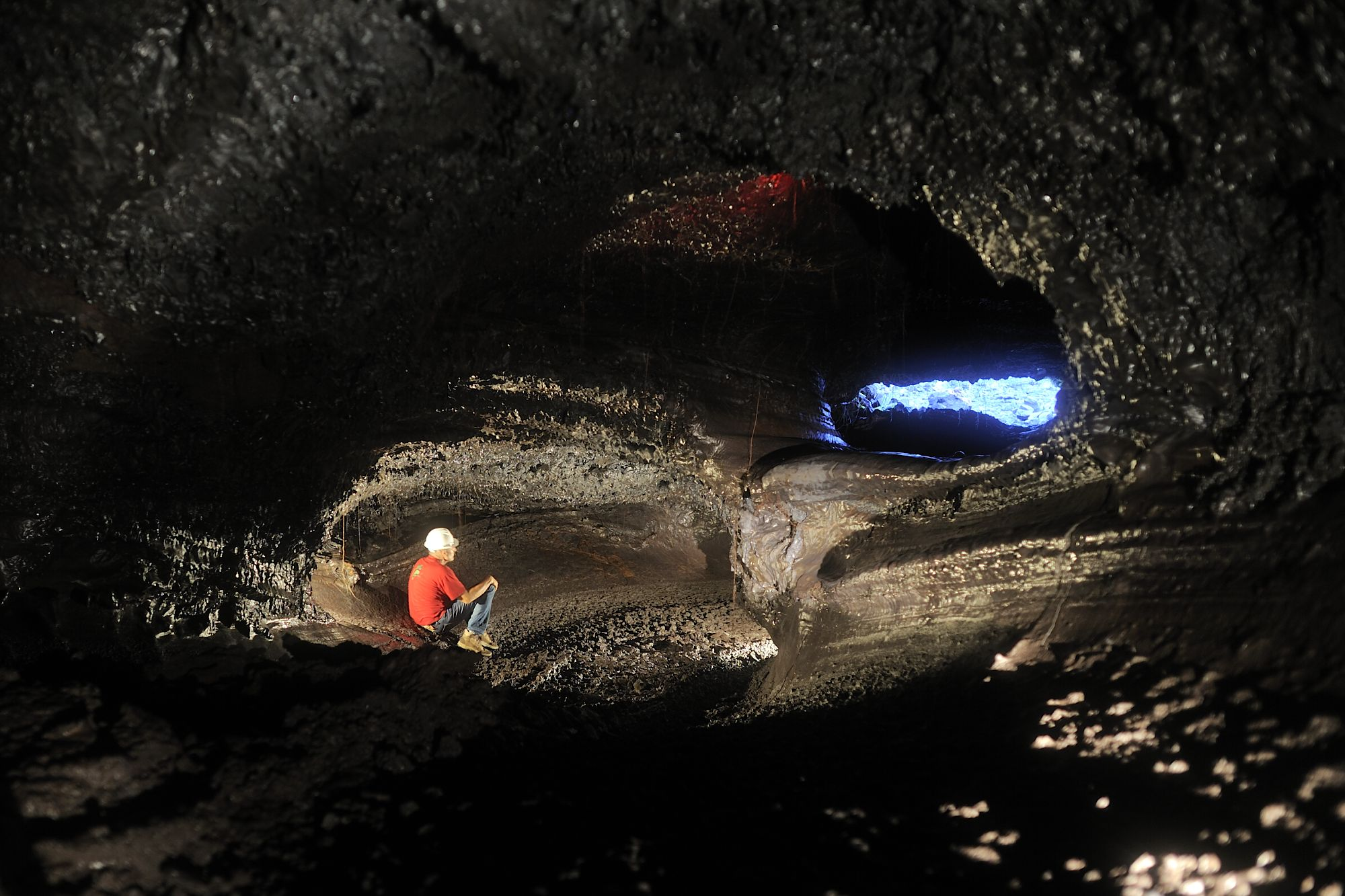
Tunnel di lava a Île de la Réunion, Isole Mascarene
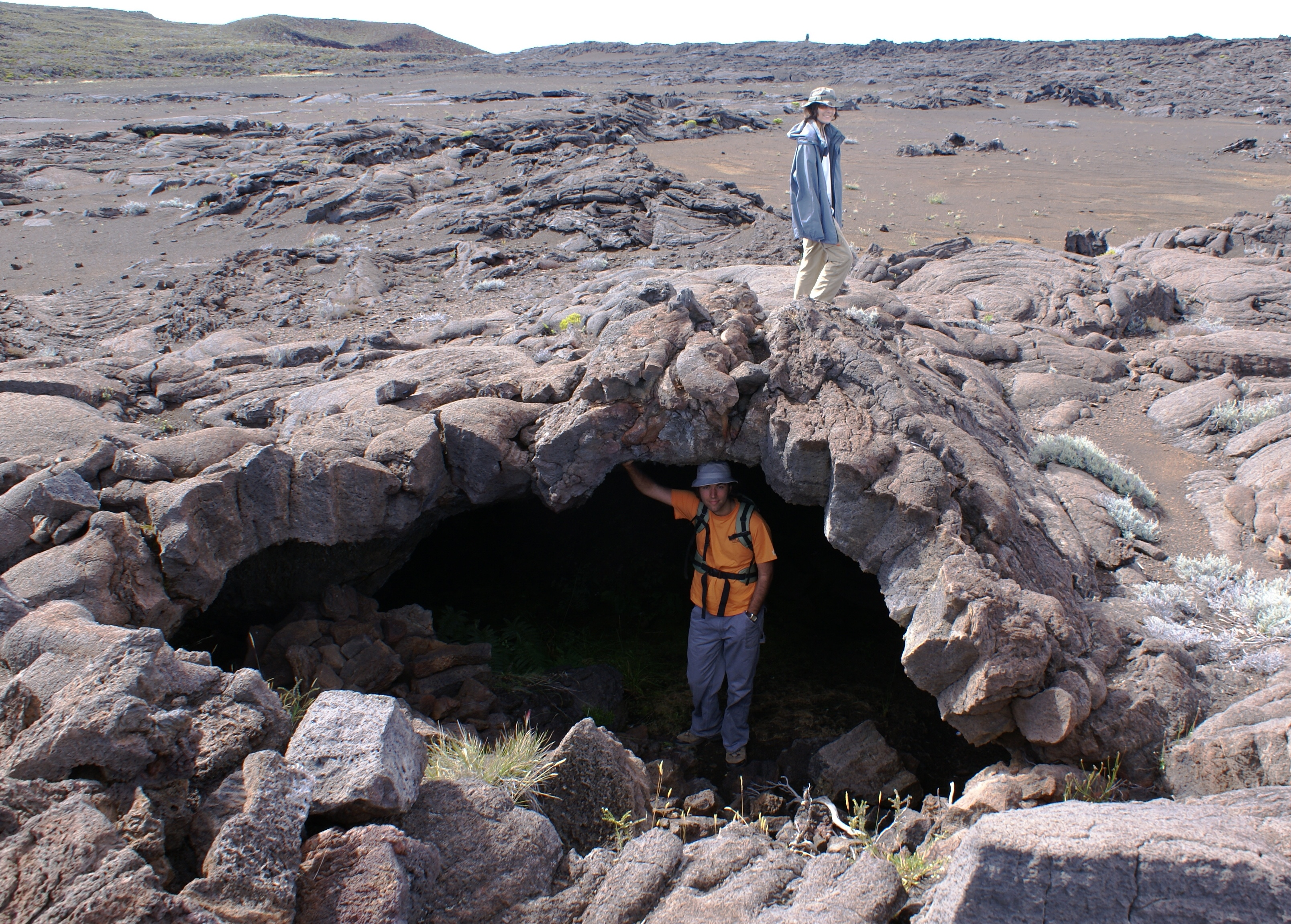
Tunnel di lava a Île de la Réunion, Isole Mascarene
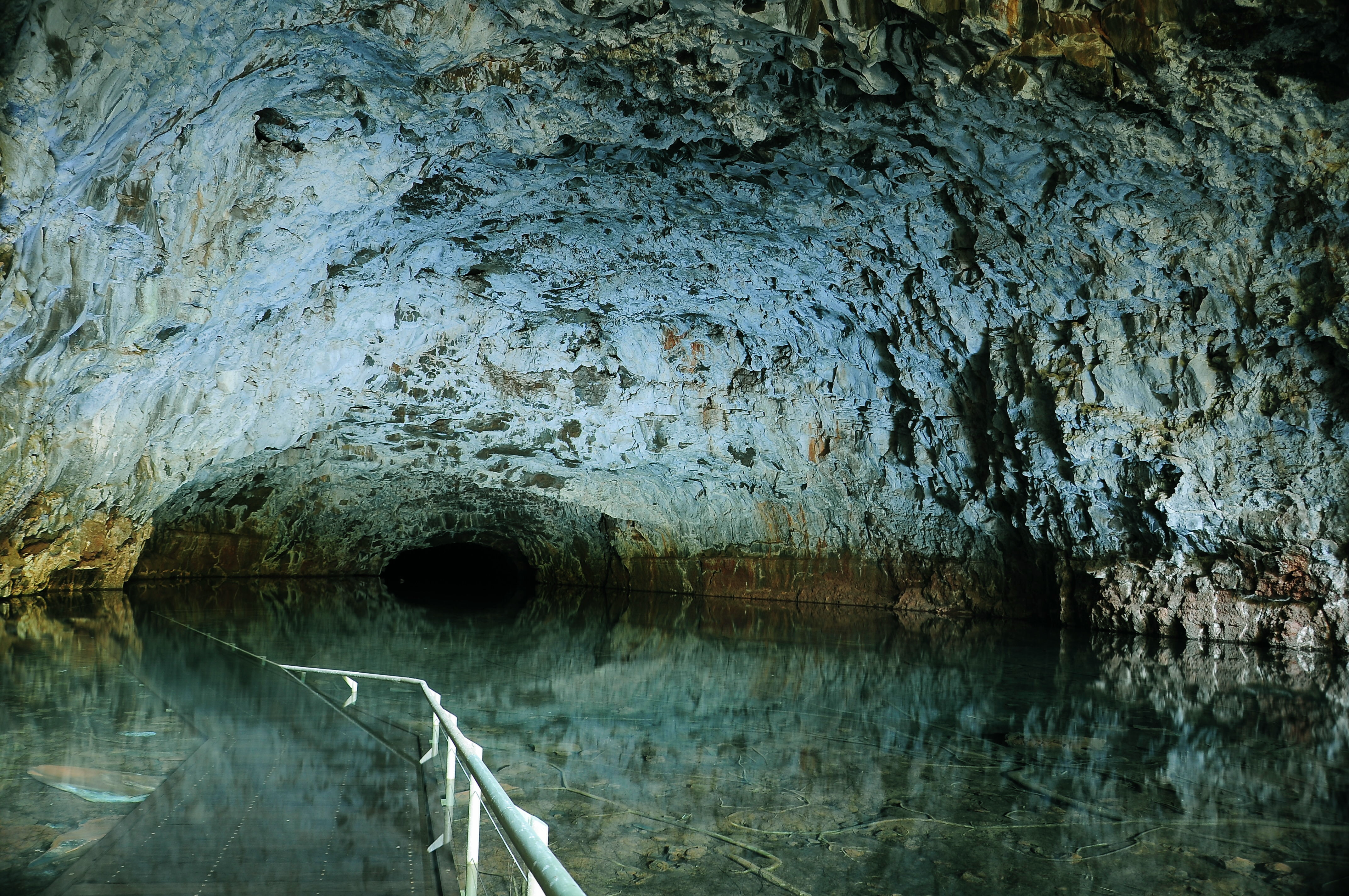
Tunnel di lava a Queensland, Australia
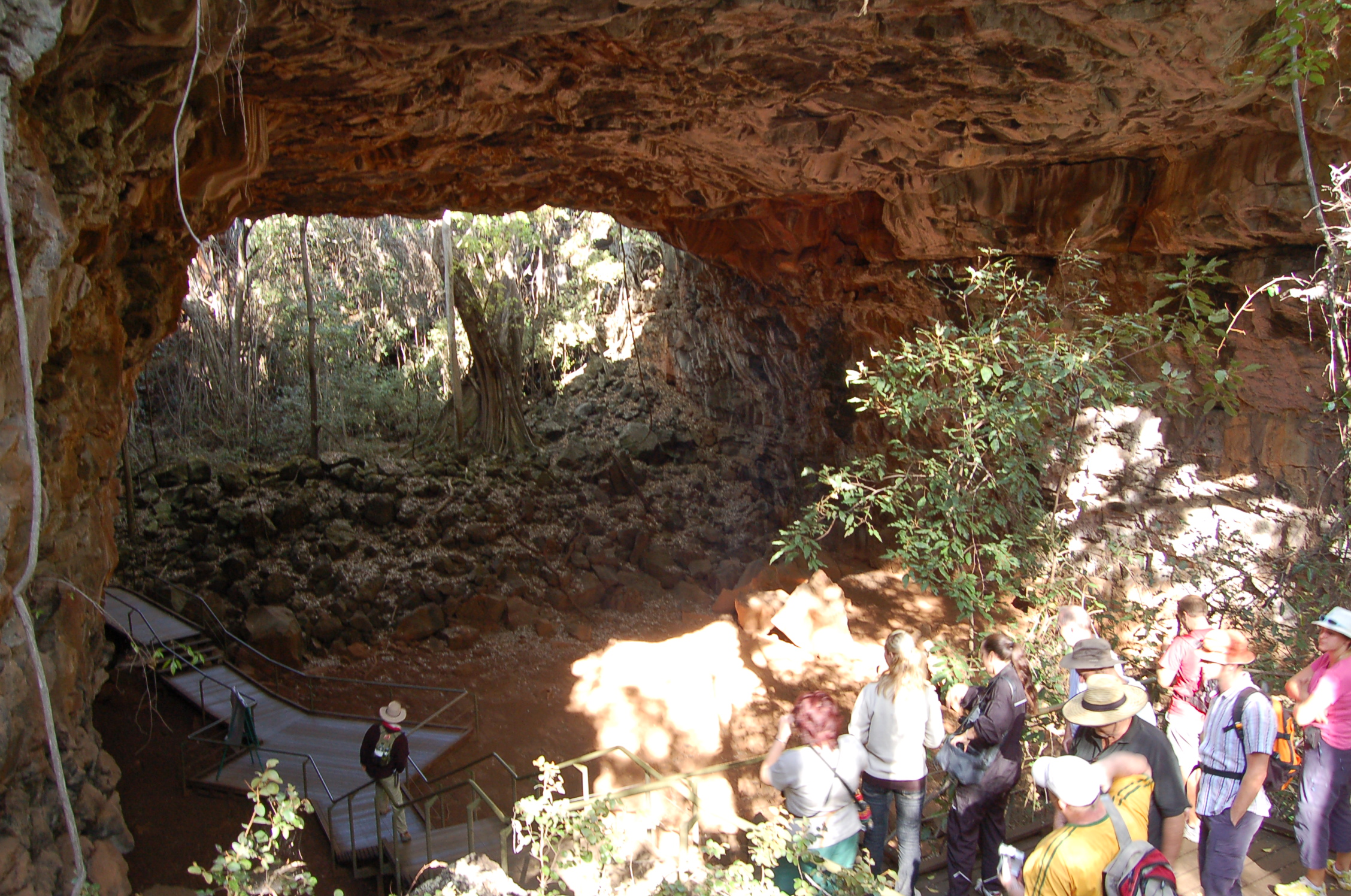
Tunnel di lava a Queensland, Australia